# Hemidactylus forbesii
Hemidactylus forbesii là một loài thằn lằn trong họ Gekkonidae. Loài này được Boulenger mô tả khoa học đầu tiên năm 1899.